# کسب‌وکار (فیلم)
کسب‌وکار (انگلیسی: The Business) فیلمی در ژانر جنایی است که در سال ۲۰۰۵ منتشر شد. از بازیگران آن می‌توان به دانی دایر، جف بل، جورجینا چاپمن و رولند مانوکیان اشاره کرد.